# Memorario
Memorario è stato il nome commerciale assegnato all'offerta di servizi ferroviari conseguenti alla progressiva ristrutturazione dell'orario avviata a partire dal 2004,  in collaborazione tra Regione Toscana e RFI, con l'obiettivo di offrire ai viaggiatori un orario cadenzato e mnemonico dei treni regionali.

## Caratteristiche
Il sistema infrastrutturale ferroviario in Toscana è attualmente gestito da due diversi operatori: Rete Ferroviaria Italiana (RFI), che gestisce la rete nazionale (in Toscana 1479 km) e La Ferroviaria Italiana (LFI), che gestisce la tratta Arezzo - Stia - Sinalunga (84 km) di proprietà della Regione Toscana.
Era definito Memorario il progetto che la Regione Toscana ha cominciato a sviluppare da dicembre 2004 insieme a Trenitalia e RFI, di riorganizzazione e potenziamento dei servizi ferroviari grazie al quale gli orari ferroviari vengono organizzati ed integrati in modo cadenzato e facile da ricordare: i treni regionali passano ad ogni ora allo stesso minuto durante tutto l ́arco della giornata.
Gli orari cadenzati sono caratterizzati da due elementi essenziali: 
- La standardizzazione dei servizi offerti

I treni sono organizzati in “missioni” (stesso percorso, stesse fermate) che collegano in modo strutturato nodi di interscambio. Tutti i treni di ognuna di queste missioni presentano le seguenti caratteristiche: 

- la stessa origine e destinazione (con la possibilità di prolungamenti)
 
- lo stesso itinerario

- le stesse identiche fermate

- gli stessi tempi di percorrenza 

- la stessa tipologia di materiale con la stessa quantità di posti offerti
- La ripetizione del servizio a intervalli regolari

Le “cadenze” utilizzate sono generalmente 2 ore, 1 ora, 30 minuti o 15 minuti.
L'offerta, infatti, è stata strutturata con un sistema di coincidenze sistematiche secondo i principi dell'orario cadenzato integrato: i minuti di arrivo e partenza dei treni si susseguono, in linea di principio, allo stesso minuto di ogni ora (cosa che fra l'altro che consente una facile memorizzazione degli orari da parte dei viaggiatori, fatto da cui deriva il nome dell'iniziativa) e il minuto di partenza verso una direzione è complementare a 60' rispetto al minuto di arrivo dalla stessa. Ciò consente di ottenere in determinate località "nodo" di strutturare attorno ai minuti 00 e 30 di ciascuna ora di servizio incroci e coincidenze fra tutti i sistemi di trasporto interessati a tale orario ed è una tecnica diffusa nella progettazioni di orari ferroviari nel centro Europa. Il servizio è attivo indicativamente dalle ore 8 alle ore 20 dei giorni feriali.
Sui dépliant distribuiti all'utenza i treni erano stati inoltre contrassegnati da diversi colori in funzione del tipo di servizio: su una stessa linea si possono trovare quindi convogli veloci, semiveloci e metropolitani, contraddistinti ognuno per la propria peculiarità di effettuare le fermate nelle stesse stazioni allo stesso minuto di ogni ora. Nel corso degli anni, ai partire dai tagli dei fondi governativi del 2011,  l'offerta ha visto una semplificazione nella denominazione dei convogli che ora appartengono tutti alla categoria di servizio Regionale. 

### Tuscany Line
Dal 12 dicembre 2021 alcuni convogli del servizio cadenzato hanno assunto il nome di Tuscany Line in ambito di un progetto per promuovere il collegamento circolare che consente di vivere un Grand Tour della regione Toscana, raggiungendo Lucca, Pisa, Pistoia e Firenze.

## Rete

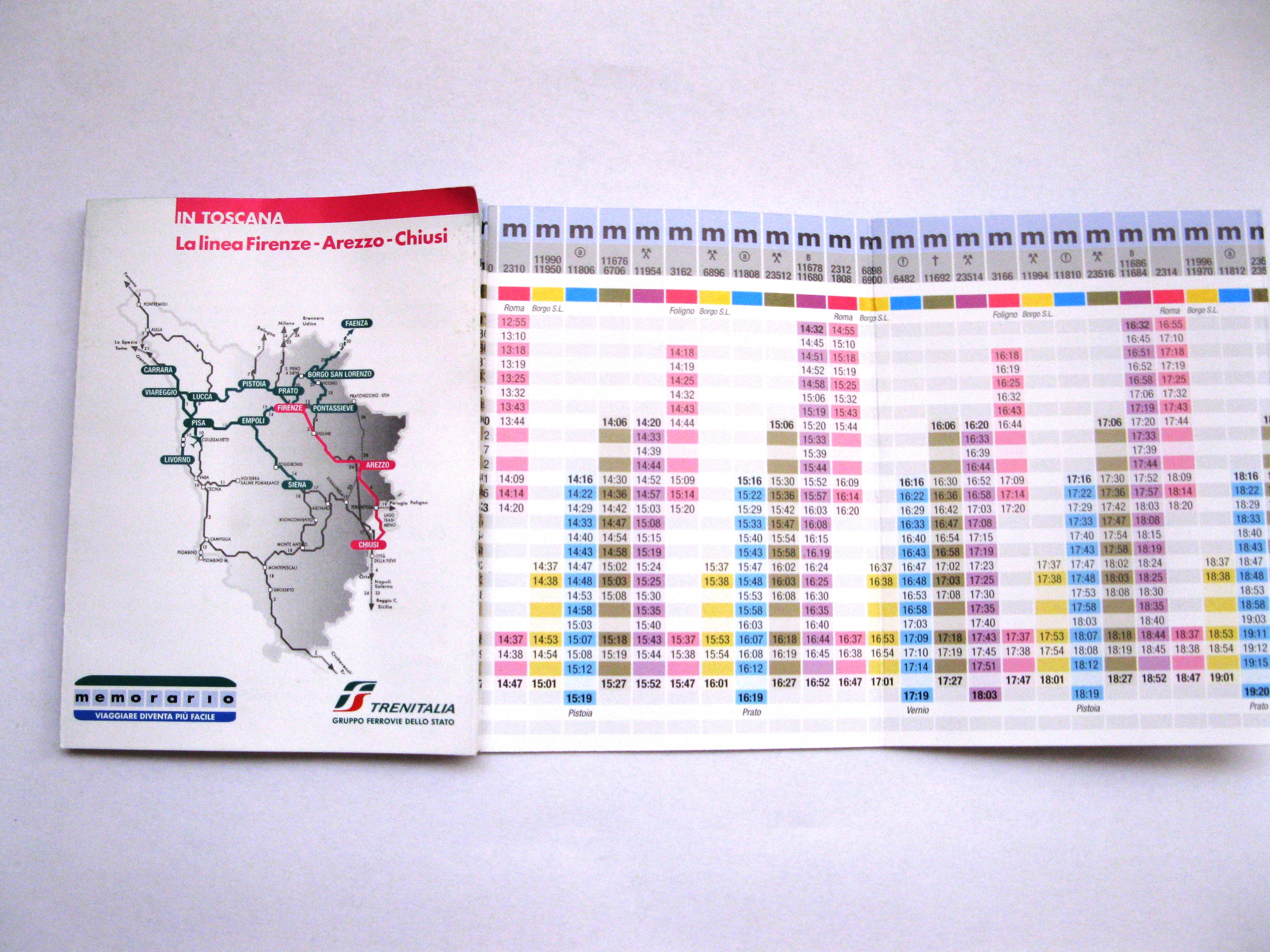
Orario Memorario della linea Firenze - Chiusi

Il servizio è attivo su numerose linee regionali ed è in continua espansione: dopo l'inserimento dei collegamenti da Firenze verso Arezzo-Chiusi e Borgo San Lorenzo attivi dal 2007, tra febbraio 2009 e il 2022 aveva coinvolto anche il traffico metropolitano sulla linea di collegamento tra Empoli e la stazione di Firenze Porta al Prato. Dal 12 aprile 2009 riguarda anche due linee della Regione Liguria e l'Emilia-Romagna: anche se fuori dal proprio territorio regionale i tratti sono comunque di competenza toscana.
Dal 12 settembre 2011 si è verificata, su alcune relazioni, una riduzione dei convogli cadenzati rispetto all'offerta iniziale di lancio in conseguenza dei tagli governativi.

### Firenze-Pisa-Livorno
Dal 2004 è attivo il servizio regionale cadenzato che collega Firenze Santa Maria Novella con Pisa Centrale e Livorno Centrale, passando per Empoli e Pontedera. Il materiale rotabile è composto in gran parte da una locomotiva FS E.464 che traina dalle 5 alle 7 carrozze Vivalto o composizioni miste di carrozze MDVC/MDVE, oppure da elettrotreni ETR 521/621. Vengono utilizzati gli ETR 104 in composizione singola per alcuni treni che effettuano tutte le fermate o che proseguono verso La Spezia/Pontremoli, e in doppia composizione per alcuni treni regionali veloci a servizio rapido fra Firenze e Pisa.
Il collegamento è terz'orario (tre corse all'ora) divise su quattro livelli diversi di treni regionali a seconda delle fermate effettuate:
- Il primo livello è composto da treni che percorrono la linea via Signa effettuando tutte le fermate interessate ad eccezione di San Donnino; questi treni sono a cadenza bioraria (una corsa ogni due ore).
- Il secondo livello è composto da treni che percorrono la linea via Signa senza fermare a Le Piagge, Montelupo, Cascina, San Frediano e Navacchio; questi treni sono a cadenza oraria.
- Il terzo livello è composto da regionali veloci che fermano a Firenze Rifredi, Lastra a Signa, Empoli e Pontedera; questi treni sono a cadenza oraria.
- Il quarto livello è composto da regionali veloci che fanno servizio rapido da Firenze a Pisa/Livorno, fermando solamente a Empoli e Pontedera. Questi treni sono a cadenza bioraria.

A questo servizio si affiancano alcune corse di tipo suburbano, che effettuano tutte le fermate, sulla tratta Pontedera-Pisa (a cadenza bioraria, oraria nelle ore di punta) che vanno a rinforzare i collegamenti con l'hinterland pisano, con alcune corse prolungate fino a Empoli. Il servizio è svolto da elettrotreni ETR 324/425 o ETR 104 nel tratto Pontedera-Pisa, e da ATR 220 Tr o HTR 312/412 nelle corse prolungate fino a Empoli.

#### Firenze Castello-Empoli
All'interno delle relazioni che riguardano la Ferrovia Leopolda, dal 12 settembre 2022 il collegamento Firenze Porta al Prato - Empoli è stato soppresso e sostituito dal nuovo servizio tra le stazioni di Empoli e Firenze Castello che prevede 12 corse nei giorni feriali attraverso la linea passante che permette il collegamento diretto dei treni tra Prato e Pisa senza regresso a Firenze Rifredi. 
Con l'apertura della stazione di Firenze Porta al Prato nel 2008, sfruttando la diramazione della Firenze-Pisa all'altezza del P.M. di Cascine, era stato istituito un collegamento di tipo metropolitano per Empoli. Il collegamento mantiene una cadenza oraria la mattina e bioraria nel pomeriggio, con fermate in tutte le stazioni. Il servizio è effettuato con materiale Blues.

### Firenze-Empoli-Siena
Il servizio collega Firenze a Siena passando per Empoli, Castelfiorentino, Certaldo e Poggibonsi. Essendo la linea da Empoli a Siena non elettrificata, il materiale rotabile è composto da treni Minuetto diesel sottoposti a restyling, da treni Blues e ATR 220 Tr. Non ordinariamente viene usata anche la composizione D.445 + MDVC/MDVE.
Il collegamento è semiorario, su due livelli di treni regionali.
- Il primo livello è composto da treni da Empoli a Siena che percorrono la linea effettuando tutte le fermate.
- Il secondo livello è composto da treni che partono da Firenze Santa Maria Novella fermando a Firenze Rifredi, Montelupo, Empoli, Castelfiorentino, Certaldo e Poggibonsi.

### Firenze-Arezzo-Chiusi

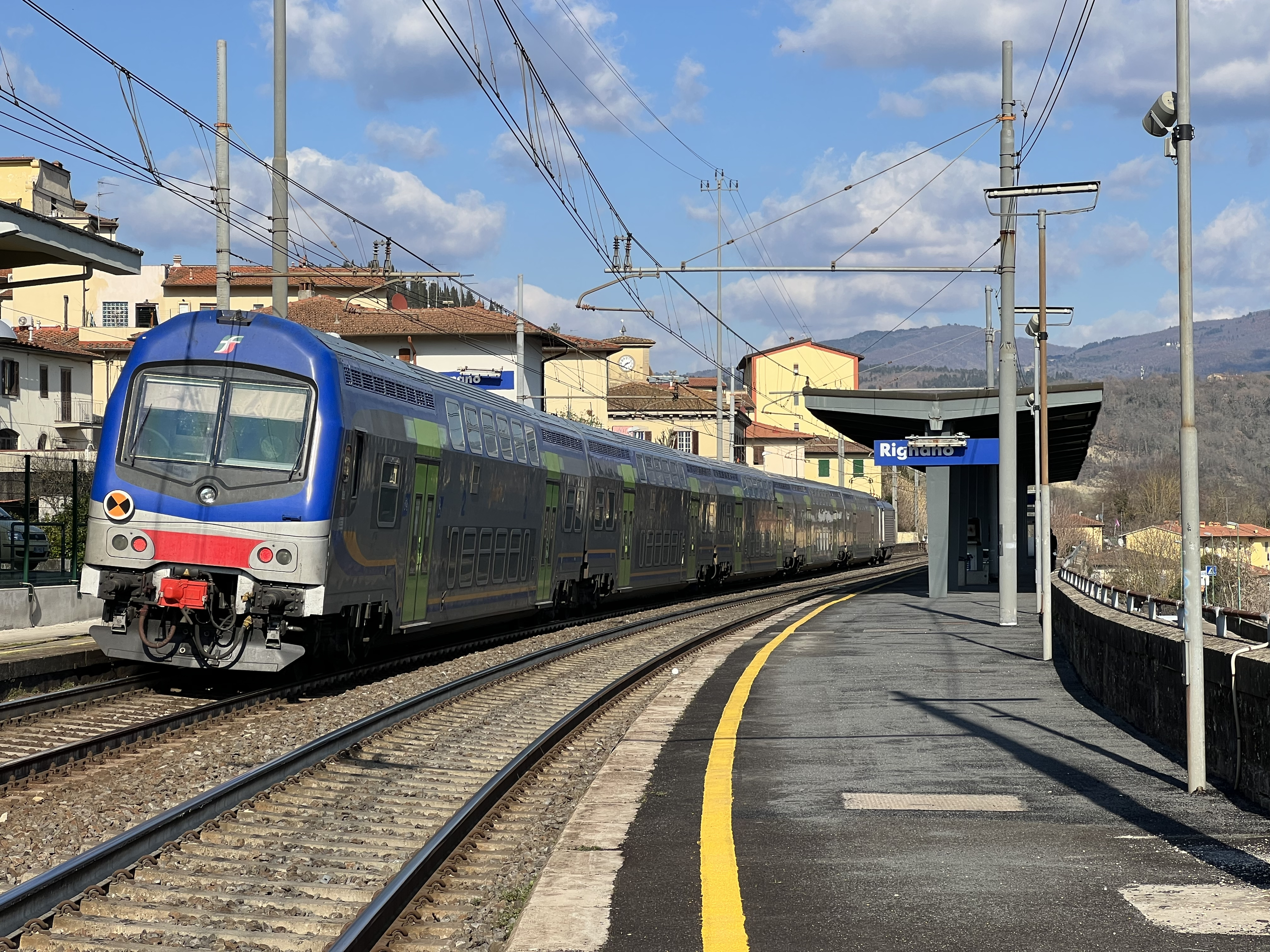
Treno Vivalto alla Stazione di Rignano sull'Arno

Il servizio cadenzato per collegare Firenze ai centri del Valdarno in direzione Arezzo e Chiusi è stato attivato a fine 2007. Il servizio che inizialmente registrava 4 treni orari fino a Pontassieve e 3 nel tratto valdarnese, dall'estate 2011 prevede, al di fuori delle fasce pendolari (5,30-9 e 17-19):
- 3 treni all'ora per direzione nelle stazioni principali (Pontassieve, Figline, S.Giovanni Valdarno, Montevarchi);
- almeno 2 treni all'ora per direzione nelle restanti stazioni della tratta Firenze Campo Marte-Montevarchi;
- 1 treno all'ora per direzione nelle stazioni di Bucine, Laterina e Ponticino.

Il materiale rotabile è composto in gran parte da una locomotiva FS E.464 che traina dalle 5 alle 7 carrozze Vivalto o composizioni miste di carrozze MDVC/MDVE.

#### Prato-Montevarchi
Tra questi un treno ogni ora, in entrambe le direzioni, tramite il passante ferroviario di Firenze, collega Prato a Montevarchi con fermata in tutte le stazioni: il servizio fa parte delle microdirettrici metropolitane del progetto.
Il materiale rotabile è composto da una locomotiva FS E.464 + Vivalto o da elettrotreni ETR 104.

### Firenze-Borgo San Lorenzo-Faenza
La linea Faentina è entrata a dicembre 2007 nel sistema cadenzato e la nuova offerta ha permesso di mettere in orario nuovi collegamenti diretti tra cui 6 coppie di treni tra Faenza e Firenze.
Al di fuori delle fasce pendolari (5,30-9 e 17-19) il servizio prevede un treno ogni ora per Borgo San Lorenzo via Vaglia e uno per Borgo San Lorenzo via Pontassieve, con corse integrative nelle ore di punta in partenza dalla stazione di Firenze Campo Marte per Borgo via Vaglia e da Pontassieve per Borgo.
Il materiale rotabile è composto da treni Minuetto diesel sottoposti a restyling, da treni con D.445 + MDVC/MDVE e da treni Blues.

### Firenze-Pistoia-Lucca (Viareggio)
La direttrice che collega Firenze a Prato, Pistoia e Lucca sul tracciato della storica ferrovia Maria Antonia è entrata a far parte del progetto Memorario dal dicembre 2005.
L'offerta, rimodulata da dicembre 2013, ha voluto introdurre caratteristiche analoghe a quelle di una metropolitana, con cadenzamento orario nella relazione fra Prato e Campo di Marte - poi prolungato fino a Montevarchi - e in quella fra Santa Maria Novella e Prato – Pistoia - Viareggio. Pertanto, ogni ora, dal nodo di Firenze partono e arrivano quattro treni per Prato, tre per Pistoia, due per Lucca ed uno per Viareggio portando de facto il servizio cadenzato anche sulla linea Lucca-Viareggio.
Nelle fasce pendolari (5,30-9 e 17-19) alcuni convogli da/per Pistoia e Prato viaggiano interconnessi con la linea ferrovia Firenze-Roma permettendo, tramite il passante di Firenze, relazioni dirette con il Valdarno Superiore, Arezzo e Chiusi.
Il materiale rotabile è composto in gran parte da una locomotiva FS E.464 che traina dalle 5 alle 7 carrozze Vivalto. Alcune corse Pistoia-Firenze sono effettuate con materiale ETR 104.

### Pisa-Lucca

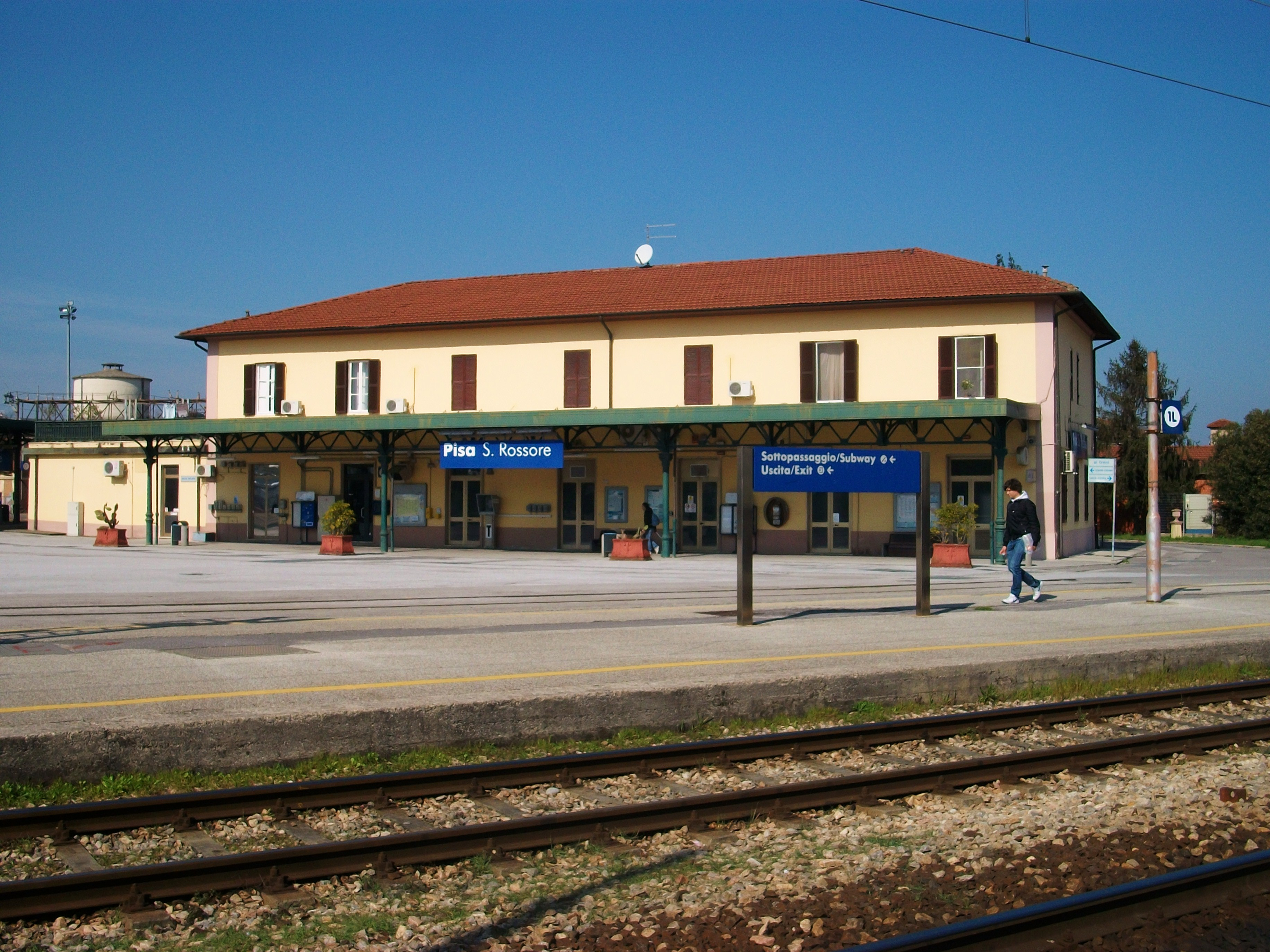
La stazione di Pisa San Rossore

Il servizio collega Pisa con Lucca, con alcune corse che si allungano fino ad Aulla, Pontremoli e Firenze (via Pistoia e Prato). Il materiale rotabile è composto da treni Jazz o ETR 104 sulla relazione Pisa-Lucca, da treni Swing in doppia composizione sulla relazione Pisa-Aulla/Pontremoli, e da E.464 + carrozze Vivalto sulla relazione Pisa-Pistoia-Prato-Firenze.
Il collegamento è semiorario, con i treni che effettuano fermate in tutte le stazioni (nella stazione di Rigoli fermano solo quattro treni al giorno in direzione Lucca e sette in direzione Pisa).

### Pisa-La Spezia
Il servizio collega Pisa con La Spezia, passando per Viareggio, Massa, Carrara e Sarzana, con alcune corse che si allungano da una parte fino a Levanto e a Sestri Levante, passando per le Cinque Terre, e dall'altra parte fino a Firenze. La tratta è inoltre interessata da collegamenti a lunga percorrenza Roma-Genova, effettuati con materiale InterCity, Frecciargento e Frecciarossa.
Il servizio regionale è a cadenza semioraria, con frequenza aumentata nelle ore di punta. I treni fermano in quasi tutte le stazioni (saltando alternativamente le fermate di Torre del Lago Puccini e Camaiore, mentre sono pochi i treni che fermano a Luni, Arcola e Ca' di Boschetti).
Il materiale rotabile è composto da una locomotiva FS E.464 + carrozze Vivalto o MDVC/MDVE revampizzate, e da elettrotreni ETR 104 e ETR 521/621.

### La Spezia-Pontremoli-Parma
Dal 12 aprile 2009, 16 nuovi treni con orario cadenzato sono entrati in servizi sulla linea Pontremolese collegando La Spezia e Sarzana con Pontremoli fino a Parma, con un incremento del servizio tra il 20 e il 50 per cento rispetto alla situazione precedente. Nel tratto toscano, da/per Pontremoli, si è passati da 1 coppia a 5 coppie al giorno di collegamenti diretti con la costa, Pisa e Firenze.
In generale il servizio sulla Pontremolese è stato organizzato con una missione bioraria (ogni due ore) Parma - La Spezia, una missione lenta bioraria La Spezia - Pontremoli, una missione lenta Pontremoli - Parma. Sul versante emiliano, tra Parma e Pontremoli, si completa il cadenzamento orario per tutto l'arco della giornata, con l’intensificazione dei treni ogni 30 minuti all’interno di importanti fasce orarie. Il bilancio complessivo è di 4 coppie di treni in più tra Parma e Borgo Taro, che completano un quadro di maggiori servizi avviato nel 2005 con i treni tra Parma e Fornovo.
Il materiale rotabile è composto da una locomotiva FS E.464 + MDVC/MDVE revampizzate o da elettrotreni ETR 104.

### Le linee senza orario cadenzato
Tra le varie linee rimaste escluse dal cadenzamento, spicca la linea Tirrenica Sud tra Livorno e Grosseto. Da tempo anche per le linee Lucca-Aulla, Siena-Grosseto e Siena-Chiusi, finora non interessate da Memorario, è allo studio un sistema orario mnemonico e cadenzato, da verificare con i territori.

### Servizi integrativi ferroviari
A integrazione dell'offerta su ferro sono disponibili i  servizi integrativi ferroviari, ovvero gli autobus sostitutivi del servizio ferroviario.
Dall'11 dicembre 2022 sono in carico al nuovo gestore Autolinee Toscane che permettono, in via temporanea, l'accesso all'utenza con abbonamento ferroviario.